# Lijst van voetbalinterlands China - Guatemala (vrouwen)
Deze lijst van voetbalinterlands is een overzicht van alle officiële voetbalinterlands tussen de nationale vrouwenteams van China en Guatemala. De landen hebben tot nu toe één keer tegen elkaar gespeeld.

## Wedstrijden
| № | Plaats     | Datum        | Competitie                          | Wedstrijd         | Uitslag |
| - | ---------- | ------------ | ----------------------------------- | ----------------- | ------- |
| 1 | Foxborough | 24 juni 2000 | Noord-Amerikaans kampioenschap 2000 | China − Guatemala | 14 − 0  |

## Samenvatting
| Competitie                     | Totaal gespeeld | Winst China | Gelijk | Winst Guatemala | Doelsaldo China – Guatemala |
| ------------------------------ | --------------- | ----------- | ------ | --------------- | --------------------------- |
| Noord-Amerikaans kampioenschap | 1               | 1           | 0      | 0               | 14 − 0                      |
| Totaal                         | 1               | 1           | 0      | 0               | 14 − 0                      |

CFA · A-internationals · Chinees mannenelftal
1986 – 1989 · 1991 – 1999 · 2000 – 2009 · 2010 – 2019 · 2020 – 2029
Argentinië ·
Australië ·
Brazilië ·
Canada ·
Chili ·
Colombia ·
Costa Rica ·
Denemarken ·
Duitsland ·
Engeland ·
Filipijnen ·
Finland ·
Frankrijk ·
Ghana ·
Guam ·
Guatemala ·
Haïti ·
Hongarije ·
Hongkong ·
Ierland ·
IJsland ·
India ·
Indonesië ·
Iran ·
Italië ·
Ivoorkust ·
Japan ·
Joegoslavië ·
Jordanië ·
Kameroen ·
Kazachstan ·
Kroatië ·
Maleisië ·
Mexico ·
Mongolië ·
Myanmar ·
Nederland ·
Nieuw-Zeeland ·
Nigeria ·
Noord-Korea ·
Noorwegen ·
Oekraïne ·
Oezbekistan ·
Portugal ·
Roemenië ·
Rusland ·
Schotland ·
Sovjet-Unie ·
Spanje ·
Tadzjikistan ·
Taiwan ·
Thailand ·
Tsjechië ·
Verenigde Staten ·
Vietnam ·
Wales ·
Zambia ·
Zimbabwe ·
Zuid-Afrika ·
Zuid-Korea ·
Zweden ·
Zwitserland